# Estrella de Fuego
Estrella de Fuego (Angelica "Angela" Jones) es una superheroína mutante ficticia que aparece en los cómics estadounidenses publicados por Marvel Comics. Creada por Dennis Marks, Dan Spiegle, Christy Marx, John Romita Sr. y Rick Hoberg, el personaje apareció por primera vez en 1981 en la serie de televisión animada de NBC Spider-Man and His Amazing Friends (como Fire-Star).
Tiene la capacidad de generar y manipular la radiación de microondas, lo que le permite volar, crear un calor intenso y llamas. En los cómics, ha actuado como una heroína en solitario y como miembro de los Hellions, los Nuevos Guerreros, los Vengadores y los X-Men.

## Historia de su publicación

### Spider-Man and His Amazing Friends
Fue originalmente creada para la serie animada Spider-Man and His Amazing Friends. Los creadores originalmente querían que en la serie estuviera La Antorcha Humana pero los derechos legales del personaje no lo permitieron. Kathy Garver hizo la voz del personaje.
En la serie, Estrella de Fuego (cuyos nombres de preproducción fueron Heatwave, Star Blaze y Firefly) es identificada como un exmiembro de los X-Men, como también El Hombre de Hielo.
La serie animada y el cómic one shot de Spider-Man and His Amazing Friends, reimpreso en Marvel Action Universe #1 (el cual adapta un episodio de la serie), no son considerados parte de la continuidad del Universo Marvel. De cualquier modo, un reciente one shot, Spider-Man Family: Amazing Friends (agosto del 2006, muestra una historia que forma parte de la continuidad. En esta historia, los tres superhéroes (Spider-Man, El Hombre de Hielo y Estrella de Fuego) forman un equipo de poca duración. La historia toma lugar poco después de que Estrella de Fuego se vuelve uno de los miembros fundadores de New Warriors.
A veces, ella también sale con Peter Parker (Spider-Man), resultando en una especie de triángulo amoroso relajado (aunque Hombre de Hielo afirma que "el fuego y el hielo realmente no se mezclan", a pesar de tener sentimientos). Fire-Star también tiene un romance de un episodio con Sunfire.

### Miniserie
Publicada inmediatamente después de la primera aparición en Uncanny X-Men #193, la serie limitada de Estrella de Fuego presentaba el origen definitivo y dentro de la continuidad del Universo Marvel de Estrella de Fuego. Los acontecimientos que narra incluyen eventos anteriores y posteriores a su aparición en Uncanny X-Men #193, mostrando su evolución desde una chica tímida e insegura con miedo a desarrollar sus poderes, hasta una joven segura de sí misma capaz de derrotar a Emma Frost.
La miniserie también establecía que los poderes de Estrella de Fuego estaban basados en las microondas y no en el poder de generar fuego que su versión animada mostraba. Sus poderes, en el cómic, los obtenía de las microondas del medio ambiente, haciendo a sus poderes más fuertes en un ambiente como el espacio, donde la concentración de microondas es más grande que en la de la atmósfera del planeta Tierra.
A pesar del esfuerzo que se hizo en esta serie limitada por darle relevancia al personaje, Estrella de Fuego no aparecería en más historias durante algunos años, y parecía destinada a desaparecer hasta que se unió a los Nuevos Guerreros.

## Biografía

### Hellions
Angélica Jones, una niña solitaria criada por su padre soltero Bartolomé y su abuela paterna, descubrió que poseía poderes mutantes. Después de la muerte de su abuela por insuficiencia cardíaca y su revelación de que ella era una mutante, su padre envió a Angélica a la Academia de Massachusetts. La Reina Blanca original del Club Fuego Infernal, Emma Frost comenzó a entrenar a Angelica en el uso de sus poderes para el equipo de jóvenes mutantes del Club Fuego Infernal. Sin embargo, nunca fue enviada a las misiones de campo con los otros Hellions debido a su falta de control sobre sus poderes letales y porque la Reina Blanca deseaba inculcar crueldad y insensibilidad en la personalidad de Firestar, y hacerse amigo de otros jóvenes mutantes iría en contra de ese objetivo. La Reina Blanca manipuló a Angelica para que percibiera a Frost como una figura amorosa de la madre, sin saber que Frost la estaba preparando en secreto para ser una potencial asesina y guardaespaldas. Angélica conoció a los Nuevos Mutantes en un baile de la Academia y, con las indicaciones telepáticas de la Reina Blanca, se enamoró de Cannonball.
Estrella de Fuego fue posteriormente manipulada emocionalmente por Émpata, y acompañó a los Hellions, Thunderbird, Émpata y Ruleta en una misión contra los X-Men, en la que Thunderbird buscó vengarse de Xavier, creyendo que él era el responsable de la muerte de su hermano.
Mientras estudiaba en la Academia de Massachusetts, Angélica tuvo a Randall Chase, mercenario de Fuego Infernal, asignado a ella como guardaespaldas. Creciendo cerca de Angélica, Randall finalmente comenzó a sospechar los verdaderos motivos de la Reina Blanca y debía ser terminado. Escapó, fue herido de muerte y logró advertir a Angélica de la duplicidad de Frost justo antes de morir. En represalia, Jones atacó y derrotó a la Reina Blanca, y diezmó el complejo de entrenamiento oculto debajo de la Academia de Massachusetts de Frost. Después, volvió a vivir con su padre (ya que todavía era menor de edad en ese momento), pero mantuvo el traje y la identidad únicos de Estrella de Fuego que Frost le había dado.
Estrella de Fuego se convertiría más tarde en uno de los pocos Hellions originales sobrevivientes después de que la mayoría de los miembros fueron asesinados por Trevor Fitzroy. Ella, Warpath y Empata fueron los únicos miembros del equipo que no estuvieron presentes durante la masacre. Firestar y Warpath (acompañados por el compañero de equipo X-Force de Warpath y el antiguo amor de Cannonball de Estrella de Fuego), viajaron a Nova Roma en Brasil para informar a Empata y al ex Nuevo Mutante Magma las muertes de sus compañeros. El trío luego fue a la Academia de Massachusetts, donde eliminaron los pocos archivos restantes en el registro de la existencia de los Hellions.

### Nuevos Guerreros
Poco después de su renuncia a la Academia de Massachusetts, Estrella de Fuego se convirtió en miembro fundador de los Nuevos Guerreros cuando fue invitada (o más bien chantajeada) por Destructor Nocturno a unirse, y les ayudó a luchar contra Terrax. También ayudó a Destructor Nocturno contra Fuego de Medianoche. También ayudó a Thor a derrotar al Juggernaut junto a los Nuevos Guerreros. El equipo luchó contra Pensador Loco y Primus, y luego luchó contra Psionex.
El equipo luchó contra el segundo Star Thief y los Mandroides de Stane International. Con sus compañeros de equipo Marvel Boy y Namorita, y la ladrona estelar, se lanzó al espacio a bordo de un cohete Stane. Se encontraron con los Inhumanos y el vigilante en la Luna. Con la ayuda de Black Bolt y el Star Thief, ella destruyó el cohete Stane que contenía residuos peligrosos.
De vuelta en la Tierra, los Nuevos Guerreros lucharon contra la Fuerza de la Naturaleza en una jungla brasileña y rescataron a la madre de su compañero de equipo Speedball. Los Nuevos Guerreros también lucharon contra la Reina Blanca y sus Hellions.
Finalmente, se enamoró y se comprometió con su compañero de equipo Vance Astrovik (también conocido como Justice, antes Marvel Boy). Más tarde descubrió que usar sus poderes de microondas podría finalmente volverlo infértil. 
Durante un plan de venganza por parte de una banda de matones llamados los recuerdos de veneno, el padre de Estrella de Fuego recibió un disparo en el pecho. Casi se muere pero se recuperó. Estrella de Fuego también enfrentó un tiempo sin Vance, ya que tuvo que cumplir una pena de prisión por el asesinato involuntario de su propio padre abusivo.
Estrella de Fuego también proporcionó asistencia vital para ayudar a Spider-Man a enfrentar a Carnage durante "Maximum Carnage", cuando también se vio obligado a aliarse con Venom, Black Cat y Morbius para detener el reinado de la matanza de Carnage. Su potencia de microondas demostró ser la única arma verdaderamente efectiva contra Carnage después de su "mejora", ya que su vulnerabilidad a los sonidos se había debilitado, pero ella todavía se negaba a matar a Carnage, incluso para detener sus asesinatos. Durante un tiempo, se sintió atraída brevemente por el clon de Spider-Man, Ben Reilly, cuando se unió a los Nuevos Guerreros bajo la identidad de la Araña Escarlata, pero su relación nunca fue más allá de un interés debido al compromiso de Estrella de Fuego con la justicia y el secreto de Reilly, lo que le hizo evitar revelar su identidad.

### Los Vengadores
Estrella de Fuego y Justice finalmente dejaron a los Nuevos Guerreros juntos. Un tiempo después, los dos se unieron a los Vengadores después de una aventura de universo alternativo y una lucha contra Morgan le Fay. Estrella de Fuego ayudó a demostrar su condición física para la posición cuando ella y Vance derribaron a Torbellino, un villano que había frustrado a la mayoría de los otros Vengadores a la vez.
Estrella de Fuego demostró un sentido de la moda más moderado y se negó a usar un traje de escote diseñado por la Avispa. Aunque se la ve usando exactamente ese traje en un póster promocional de los Vengadores y en algunas de las primeras apariciones de los Vengadores, alteró rápidamente el traje para que fuera más modesto, lo cual era coherente con su personalidad.
Durante este período, Henry Pym determinó que la causa de su infertilidad potencial era su inmunidad natural a los efectos de sus propios poderes (que todos los mutantes poseen) nunca se habían desarrollado completamente. Él diseñó un disfraz para ella que desviaría el exceso de radiación, le daría a su inmunidad natural la oportunidad de manifestarse completamente y sanar el daño ya hecho. Después de una distinguida permanencia con los Vengadores, incluida la encubierta en un extraño culto, enfrentando a una horda de robots de Ultron, y luchando contra la toma de la Tierra moderna por parte de Kang el Conquistador, ella y Justice dejaron a los Vengadores. Ella también hizo una paz tentativa con Emma Frost durante este tiempo.
Angélica comenzó la universidad y disfrutó de una "vida normal", pero abandonó los preparativos para la boda, dejando a Vance con toda la responsabilidad. Cuando Vance la confrontó sobre esto, ella confesó que necesitaba más experiencia de vida antes de establecerse en la vida matrimonial. Vance se fue enojado y presumiblemente terminó su compromiso.

### Jubilación
Estrella de Fuego es uno de los pocos mutantes que quedan en el planeta con sus poderes intactos, después de que la Bruja Escarlata alteró la realidad y diezmó a la población mutante. Estrella de Fuego no estaba entre los Nuevos Guerreros que murieron en la catástrofe que desató los eventos de la Guerra Civil. Se suponía que estaba entre los Guerreros que se enfrentaron al operador de un sitio de odio anti-Guerreros creado a raíz de la catástrofe, que se reveló que era el exmiembro de los Guerreros Carlton LaFroyge (Hindsight Lad). Ella se ve volando en el fondo, por encima de la confrontación.
Estrella de Fuego ha respondido a la Ley de registro sobrehumanos retirándose efectivamente de su carrera como un héroe disfrazado. Fue vista como parte de una especie de reunión de los Guerreros Nuevos con Nova y Justice, con quienes parece estar en buenos términos nuevamente. Ella también comenzó a asistir a la universidad.

### Marvel Divas
En la serie limitada, Marvel Divas (que originalmente se presentó como "Sex and the City en el Universo Marvel"), se revela que los amigos más cercanos de Angélica son Gata Negra, Gata Infernal y Photon. Al final del primer número, Estrella de Fuego anuncia que le han diagnosticado cáncer. Más tarde, Doctor Strange y Night Nurse le diagnostican que se encuentra en las primeras etapas de la enfermedad, provocada aparentemente por la misma incapacidad para protegerse de sus poderes de emisión de microondas que la hacen infértil. A pesar de su valentía al lidiar con la enfermedad (le pide a Patsy que escriba un libro y un blog para transmitir su experiencia a otros sobrevivientes de cáncer, creyendo firmemente en su capacidad para curarse), y Henry Pym le ofrece una segunda opinión (a pesar de que Pym en realidad es un bioquímico, y no un médico), que se encuentra todavía en la angustia visible; suficiente para que Daimon Hellstrom se acercara a su exesposa Patsy, asegurando su rápida curación a cambio de que Patsy se volviera a casar con él (y le entregara su alma en el proceso). Al enterarse del valiente movimiento de Patsy para ayudarla en su recuperación, Angélica y sus amigos que la apoyaron viajaron a la dimensión de Hellstrom para rescatarla, rechazando así su ayuda 'curativa' para la libertad de Gata Infernal y arriesgándose contra el cáncer. Después de regresar a la Tierra, Angelica se sometió a un examen de seguimiento que reveló que su cáncer estaba en remisión completa. Durante esta serie, es una estudiante graduada de la Universidad de Nueva York en historia del arte, especializada en arte medieval europeo. Debido a su quimioterapia, Angélica comenzó a perder su cabello. Inicialmente optando por una peluca, decidió cortarse el pelo corto.

### One-shot y Jóvenes Aliados
Estrella de Fuego continúa su educación mientras participa en superhéroes a tiempo parcial. En su edición única, lleva una peluca roja de pelo largo ya que su cabello natural aún no ha vuelto a crecer.
Cuando los Bastardos del Mal atacan en la zona cero del World Trade Center, ella es la primera de los héroes de Nueva York en responder. Poco después, se le unen Gravedad, Nomad, Spider Girl y Toro. Los cinco héroes se unen para derrotar a la amenaza, pero los equipos establecidos (los Cuatro Fantásticos y los Vengadores) no los toman en serio para llegar después de la batalla.
El grupo trabajó para rastrear a los Bastardos del Mal, Estrella de Fuego se asoció con Gravedad mientras los demás buscaban pistas independientes. Además de rastrear a los Bastardos, Estrella de Fuego y Gravedad comienzan a patrullar la ciudad por la noche luchando contra el crimen callejero. Durante este período, Angélica desprecia a Nomad y Spider Girl, de las que luego se arrepiente, ya que no fue hace tanto tiempo que era una superheroína adolescente.
Cuando Nomad y Spider Girl son capturados por los Bastards en su camino para encontrarse con Gravedad y Estrella de Fuego, Angelica puede usar sus poderes de microondas para rastrear a los Bastardos y es capaz de drenar la radiación que les da poder. Con la ayuda de Gravedad, es capaz de expulsar la energía al espacio sin causar daño. Nomad sugiere que permanezcan juntos como los Jóvenes Aliados, a lo que todos se oponen y parecen ir por caminos separados.
En el número final de Young Allies (número 6), Emma Frost intenta reclutar a Angelica para mudarse a Utopía con el resto de la población mutante. No se hizo explícitamente ninguna oferta para unirse a los X-Men, pero como la mayoría de los mutantes que viven en Utopia parecen estar de guardia según sea necesario, se puede suponer que si Estrella de Fuego se mudara, habría estado disponible para el equipo. Angélica rechazó la oferta, y finalmente quemó la habitación de hotel de Emma para que la dejaran sola. Gravedad y Estrella de Fuego continúan sus patrullas nocturnas, y Frost sugiere que Gravedad tiene un interés romántico / sexual en ella. También parece reconocer su identidad civil cuando la ve en una cafetería, pero ella no lo nota.
Los Jóvenes Aliados continúan operando como un equipo poco afiliado para luchar contra Onslaught junto a los Vengadores secretos en Onslaught Unleashed, a pesar de la cancelación de su propia serie. Luego, Estrella de Fuego aparece en una reunión celebrada por Prodigio sobre los martillos mágicos que se han estrellado contra la tierra. Ella y Gravedad acuerdan codirigir un equipo de Iniciativa para ayudar a mantener el orden durante la crisis. Después de que Gravedad resulta herida en una pelea con Crossbones, ella asume el mando completo hasta que ella y Prodigio viajan a Las Vegas para ayudar con los esfuerzos de control de daños después del ataque de Juggernaut a la ciudad y la subsiguiente batalla con los Heavy Hitters. Reunidos con Gravity, quien también fue a Las Vegas para enfrentarse al líder de los Heavy Hitters, Hardball, con respecto a las bajas civiles durante la pelea, Estrella de Fuego se unió a Gravedad, Hardball y Telemetry en una misión para prevenir daños sísmicos en el área. Creyendo que iban a morir, ella y Gravedad revelaron sus identidades secretas el uno al otro. Tras el final de Fear Itself, Estrella de Fuego ha sido visto con Gravedad y su ex-asociada de Jóvenes Aliados, Spider Girl, luchando contra Hydro-Man, lo que indica que el grupo todavía está trabajando juntos.
Estrella de Fuego solicitó un trabajo como maestra en la Escuela Jean Grey para estudios superiores, pero cuando admitió que tenía algo por Iceman, fue rechazada ya que Kitty Pryde, la directora de la escuela que estaba haciendo las entrevistas, era en ese momento la novia de Iceman.

### X-Men
Estrella de Fuego se unió a los X-Men como una nueva maestra en la Escuela Jean Grey asignada a la enseñanza de Física. Después de ser arrastrada al infierno con otros miembros de los X-Men, fue arrastrada a una búsqueda para buscar al fallecido Nightcrawler, en un momento prendiendo fuego al infierno para detener una ola de demonios que la atacaban a ella y a Iceman, una acción que impresionó notablemente a Nightcrawler. Más tarde, después de regresar a la Tierra, Estrella de Fuego y Iceman se encontraron con Spider-Man.

## Poderes y habilidades
Estrella de Fuego es una mutante con la habilidad de controlar la radiación de microondas que existen en el planeta Tierra (como también otras formas de microondas). Puede absorber, generar y manipular la radiación de las microondas. Además, puede concentrarlas en un blanco específico y hacerlo quemarse, explotar o derretir (dependiendo del blanco). Otra de sus habilidades es la de sentir señales microondas (tales como señales de teléfonos celulares o de dispositivos a control remoto) y de interrumpirlas con sus propias emisiones de microondas. Ha podido interrumpir los poderes psiónicos de otros (tales como Emma Frost) usando sus propios poderes.
Al sobrecalentar el aire alrededor de ella, puede rodearse con un aura de plasma ardiente. Al proyectar suficiente energía de microondas en una capa concentrada, puede generar suficiente empuje hacia arriba para volar a altas velocidades y para levantar objetos tan pesados como el mutante llamado Coloso. Es aparentemente inmune a la mayoría de los efectos nocivos que tienen sus poderes en la salud. Llegó a estar en peligro de volverse estéril hasta que Henry Pym (El Hombre Gigante) encontró una cura.
Tiene la capacidad de destruir en masa pero limita sus poderes por miedo a dañar permanentemente al planeta, su atmósfera y el campo electromagnético.
Algo que nunca se llegó a explicar en la serie, es su capacidad para cambiar de ropa al instante. En el momento de pasar a la acción, Spider-Man siempre tenía que esconderse para poder ponerse su indumentaria de superhéroe y de esa forma ocultar su identidad secreta. Iceman generaba sobre sí mismo una capa de hielo y al romperla salía transformado. De Firestar, en segundos, surgía una especie de círculo de energía que iba creciendo hasta cubrirla completamente, en ese momento aparecía con su uniforme de faena y la energía se replegaba sobre sí misma de nuevo; esto era reversible, pudiendo volver a su vestimenta normal repitiendo el proceso.

## Apariciones en otros medios

### Televisión
Estrella de Fuego ha hecho otras apariciones en TV además de las de Spider-Man and His Amazing Friends:
- En una escena durante el fin de la serie de TV Once a Hero, Capitán Justicia regresa a la "Verdadera Tierra" y un grupo de personajes de cómics y TV lo felicitan. El grupo incluye a Mujer Araña, Estrella de Fuego y Skeletor.
- Aparece en el episodio 9 de Wolverine and the X-Men. En este capítulo es una mutante que es capturada por los centinelas en el futuro. Salva a Marrow y juntas destruyen a un centinela.
- Aparece en The Super Hero Squad Show, con la voz de Laura Bailey. Su alias de Angelica Jones se representa como una compañera de clase de Reptil y Amadeus Cho. Apareció por primera vez en el episodio "Too Many Wolverines", donde salva a Reptil y ayuda a Super Hero Squad a derrotar a Juggernaut. En la escuela, se asoció con Reptil para un proyecto de feria de ciencias, y Reptil reprende constantemente a Angélica (desconociendo su identidad como Firestar) por sus frecuentes ausencias escolares, para su consternación. Reptil y Firestar terminan ayudando a Wolverine cuando resulta que Egghead está haciendo clones de Wolverine. Durante ese tiempo, Reptil aprendió la verdadera identidad de Firestar. Después de presionar un botón que destruyó los clones de Wolverine, Reptil y Firestar ayudaron a Wolverine a derrotar a Egghead. Cuando se trataba de la feria de ciencias, Reptil y Angelica ocuparon el segundo lugar detrás de Amadeus (que logró ganar el primer puesto al clonar al Alcalde de la Ciudad de los Superhéroes).

### Videojuegos
- En el videojuego Spider-Man and Venom: Maximum Carnage para Sega Genesis y Super Nintendo, Estrella de Fuego es uno de los aliados que pueden ser llamados en un número limitado de veces para que asistan pero que no pueden ser controlados directamente. Su ataque a Matanza le causa a éste daños al ser vulnerable a ataques basados en el calor. De cualquier modo, no tiene tanta importancia en el videojuego como lo tiene en el crossover en el que se basa el videojuego, también llamado Matanza Máxima.

### Miscelánea
- En 1987, Marvel Comics decidió hacer una versión con personas reales de la boda de Peter Parker y de Mary Jane Watson en el Shea Stadium. Los actores interpretaron a Spider-Man, El Hombre de Hielo, Estrella de Fuego, Hulk, el Duende Verde y el Capitán América.[51]